# Neholopterus ochraceus
Neholopterus ochraceus là một loài bọ cánh cứng trong họ Cerambycidae.